# Feriae Latinae
Feriae Latinae, „Latinské svátky“, byla společná dubnová oběť Latinů Jupiterovi Latiarovi („Latinskému“). Obřad probíhal na Mons Albanus a ústřední úlohu v něm hrálo město Alba Longa, od 7. století př. n. l. pak Řím, který získal v Latinské lize dominantní postavení. Hlavní obětí byla čistě bílá jalovice, která nikdy nepoznala jařmo, nebo podle Arnobia bílý býk. Maso bylo rozděleno mezi zástupce jednotlivých měst podle jejich postavení. Po oběti byla po stromech rozvěšovány předměty zvané oscilla. Během těchto svátků bylo pozastaveno veškeré válčení. Určení data Feriae Latinae patřilo k prvním úkolům nově zvolených římských konzulů, kteří museli být oběti také přítomni. Feriae Latinae probíhaly až do 3. století, možná i déle.
Historik náboženství Bruce Lincoln spojuje Feriae Latinae s indoevropským mýtem o vzniku světa a společnosti skrze prvotní oběť, a považuje je za symbolické potvrzení hierarchie i solidarity mezi latinskými městy. V tomto ohledu připomíná Serviovo označení Jupitera Latieara za deus antiquissimus „nejpradávnějšího boha“ a samotnou oběť pak srovnává s prvotní obětí praindoevropského *Jema, z jehož jednotlivých částí vznikl svět, a s menšinovým podáním o tom, jak římští senátoři roztrhali zakladatele města Romula a jeho maso si mezi sebe rozdělili. Mezi analogické obřady řadí lidskou oběť Semnonů a některé oběti magů, bráhmanů a druidů.